# Jepalo
Jepalo is een bestuurslaag in het regentschap Pati van de provincie Midden-Java, Indonesië. Jepalo telt 2000 inwoners (volkstelling 2010).